# Dichocrocis atrisectalis
Dichocrocis atrisectalis is een vlinder van de familie van de grasmotten (Crambidae), uit de onderfamilie van de Spilomelinae. De wetenschappelijke naam van deze soort is voor het eerst voorgesteld door George Francis Hampson in een publicatie uit 1908.
De soort komt voor op de Andamanen.